# Skala Beauforta

Zależność między skalami Beauforta, Fujity i liczbą Macha

Skala Beauforta – służy do przybliżonego, bezprzyrządowego opisu siły wiatru w stopniach Beauforta (B). 
Zasadniczą jej cechą jest możliwość względnej oceny siły wiatru na podstawie obserwacji powierzchni morza lub obiektów na lądzie. Rodzaj fali i użyta do jej określenia wysokość odnoszą się do stanu na pełnym morzu. Znając prędkość wiatru w węzłach można oszacować stopień skali Beauforta w zakresie 3–12, korzystając z wzoru:
{\displaystyle B\approx {\frac {v+10}{6}}}
gdzie v to prędkość wiatru w węzłach.

## Historia
Skalę opracował w 1806 r. Francis Beaufort, irlandzki hydrograf, oficer floty brytyjskiej. Początkowo nie określała ona prędkości wiatru, lecz wymieniała ilościowe cechy od 0 do 12 określające sposób w jaki powinny pływać żaglowce - od wystarczającego, aby mieć sterowność, do takiego, przy którym żadne płótna żaglowe nie wytrzymają. Skala stała się standardem w zapisach dzienników okrętowych floty królewskiej w końcu lat 30. XIX wieku.
Została zaadaptowana do użytku na lądzie w latach 50. XIX wieku. Jej wartości posłużyły do cechowania liczby obrotów anemometrów. Taka skala została zestandaryzowana dopiero w 1932 r. i od tego czasu zaczęła wchodzić do użytku w meteorologii. W czasach współczesnych do opisu huraganów używa się skali Saffira-Simpsona, której kategoria 1 odpowiada 12. stopniowi skali Beauforta. Kategoria F1 skali Fujity opisującej tornada, również zaczyna się od 12. stopnia skali Beauforta.
W roku 1946 Międzynarodowy Komitet Meteorologiczny rozszerzył skalę Beauforta do 17 stopni, obejmując nią wiatry do 61,2 m/s. Do przeliczenia prędkości wiatru (na wysokości 10 m n.p.m.) na stopnie Beauforta stosuje się wzór B = 1,127·V2/3 (dla V w m/s) = 0,723·V2/3 (dla V w węzłach).
We współczesnych (2011) tablicach Światowej Organizacji Meteorologicznej skala Beauforta podawana jest w zakresie 0–12 B.
| Stopień skali Beauforta | Prędkość wiatru | Prędkość wiatru | Prędkość wiatru | Prędkość wiatru | Średnia prędkość wiatru (kt / km/h / mph) | Opis                | Wysokość fali | Wysokość fali | Stan morza | Zjawiska na lądzie                                                               | Zdjęcie stanu morza |
| Stopień skali Beauforta | w.              | km/h            | mph             | m/s             | Średnia prędkość wiatru (kt / km/h / mph) | Opis                | m             | ft            | Stan morza | Zjawiska na lądzie                                                               | Zdjęcie stanu morza |
| ----------------------- | --------------- | --------------- | --------------- | --------------- | ----------------------------------------- | ------------------- | ------------- | ------------- | --- | -------------------------------------------------------------------------------- | ------------------- |
| 0                       | 0               | 0               | 0               | 0-0,2           | 0 / 0 / 0                                 | Cisza, flauta       | 0             | 0             | Gładkie. | Spokój, dym unosi się pionowo.                                                   |                     |
| 1                       | 1-3             | 1-6             | 1-3             | 0,3-1,5         | 2 / 4 / 2                                 | Powiew              | 0,1           | 0,33          | Zmarszczki na wodzie. | Ruch powietrza lekko oddziałuje na dym.                                          |                     |
| 2                       | 4-6             | 7-11            | 4-7             | 1,6-3,3         | 5 / 9 / 6                                 | Słaby wiatr         | 0,2           | 0,66          | Małe falki. | Wiatr wyczuwany na skórze. Liście szeleszczą.                                    |                     |
| 3                       | 7-10            | 12-19           | 8-12            | 3,4-5,4         | 9 / 17 / 11                               | Łagodny wiatr       | 0,6           | 2             | Duże falki, ich grzbiety mają wygląd szklisty.                                                                            | Liście i małe gałązki w stałym ruchu.                                            |                     |
| 4                       | 11-16           | 20-29           | 13-18           | 5,5-7,9         | 13 / 24 / 15                              | Umiarkowany wiatr   | 1             | 3,3           | Małe fale, na których grzbietach tworzy się piana. Słychać plusk.                                                         | Kurz i papier podnoszą się. Gałęzie zaczynają się poruszać.                      |                     |
| 5                       | 17-21           | 30-39           | 19-24           | 8,0-10,7        | 19 / 35 / 22                              | Dość silny wiatr    | 2             | 6,6           | Szum morza przypomina pomruk, wiatr gwiżdże, fale umiarkowane, gęste białe grzebienie.                                    | Małe drzewa kołyszą się.                                                         |                     |
| 6                       | 22-27           | 40-50           | 25-31           | 10,8-13,8       | 24 / 44 / 27                              | Silny wiatr         | 3             | 9,9           | Tworzą się grzywacze, długa wysoka fala, szum morza. Fale z pianą na grzbietach i bryzgi.                                 | Duże gałęzie w ruchu. Słychać świst wiatru nad głową. Kapelusze zrywane z głowy. |                     |
| 7                       | 28-33           | 51-62           | 32-38           | 13,9-17,1       | 30 / 56 / 35                              | Bardzo silny wiatr  | 4             | 13,1          | Morze burzy się i piana zaczyna układać się w pasma.                                                                      | Całe drzewa w ruchu. Pod wiatr idzie się z wysiłkiem.                            |                     |
| 8                       | 34-40           | 63-75           | 39-46           | 17,2-20,7       | 37 / 68 / 42                              | Sztorm/wicher       | 5,5           | 18            | Umiarkowanie duże fale z poprzerywanymi obracającymi się grzbietami. Pasma piany.                                         | Gałązki są odłamywane od drzew. Samochody skręcają pod wpływem wiatru.           |                     |
| 9                       | 41-47           | 76-87           | 47-54           | 20,8-24,4       | 44 / 81 / 50                              | Silny sztorm        | 7             | 23            | Bardzo duże fale z gęstą pianą. Grzbiety fal zaczynają się zawijać. Znaczne bryzgi.                                       | Lekkie konstrukcje ulegają zniszczeniu.                                          |                     |
| 10                      | 48-55           | 88-102          | 55-63           | 24,5-28,4       | 52 / 96 / 60                              | Bardzo silny sztorm | 9             | 29,5          | Wielkie fale. Powierzchnia morza jest biała, fale przełamują się. Widoczność jest ograniczona.                            | Drzewa wyrywane z korzeniami. Poważne zniszczenia konstrukcji.                   |                     |
| 11                      | 56-63           | 103-117         | 64-72           | 28,5-32,6       | 60 / 111 / 69                             | Gwałtowny sztorm    | 11,5          | 37,7          | Nadzwyczaj wielkie fale.                                                                                                  | Znaczna część konstrukcji zniszczona.                                            |                     |
| 12                      | 63+             | 117+            | 72+             | 32,6+           | N/A                                       | Huragan             | 14+           | 46+           | Olbrzymie fale. Powietrze pełne piany i bryzgów. Morze całkowicie białe pokryte bryzgami. Widzialność bardzo ograniczona. | Masowe i powszechne zniszczenia konstrukcji.                                     |                     |